# Le Placard
Pour les articles homonymes, voir Placard.
Pour plus de détails, voir Fiche technique et Distribution.
Le Placard est un film français réalisé par Francis Veber, tourné en 2000 et sorti en 2001.
Cette comédie est centrée sur les mésaventures d'un homme timide qui prétend sortir du placard afin de conserver son emploi dans une entreprise de confection de préservatifs masculins.

## Synopsis
François Pignon (Daniel Auteuil), timide et modeste comptable dans une usine spécialisée dans la fabrication de préservatifs, très ignoré des autres, apprend qu'il va être licencié. Voulant se jeter de son balcon, il est arrêté dans son élan par son nouveau voisin, Jean-Pierre Belone (Michel Aumont), psychologue d'entreprise retraité. Celui-ci lui conseille de se faire passer pour homosexuel afin que son employeur ne puisse pas prendre le risque d'une procédure discriminatoire. Son stratagème de fausse sortie du placard fonctionne si bien que François garde sa place.
Seul Félix Santini (Gérard Depardieu), le chef de personnel macho, raciste et homophobe, n'approuve pas le choix de la direction. Guillaume (Thierry Lhermitte), le bras droit du directeur de l'usine, Kopel (Jean Rochefort), l'invite vivement à se taire et lui conseille même de redoubler de prévenance à l'égard de Pignon sous peine d’être lui-même licencié pour discrimination, quitte à le faire passer lui-même pour un homosexuel. En réalité, Guillaume cherche à embarrasser Santini afin de le faire réfléchir sur son comportement.
La révélation de l'homosexualité apporte des changements dans la vie de François, au point qu'il se réconcilie avec son fils qui lui avait tourné le dos, et devient plus apprécié par ses collègues, en "particulier" Santini (en suivant les conseils de Guillaume) qui, malheureusement, se fait quitter par sa femme et se retrouve interné. Finalement, après avoir fait le défilé de la Gay Pride pour l'entreprise, François a enfin compris le mépris de son ex-femme envers lui et que son attirance pour sa collègue Bertrand (Michèle Laroque) est réciproque. Découvrant que son employé qu'il comptait virer n'est finalement pas homosexuel, Kopel offre une promotion à François Pignon qui en profite pour faire revenir Félix à l'entreprise, bien changé.

## Fiche technique
- Titre original et québécois : Le Placard[1]
- Titre international : The Closet
- Réalisation : Francis Veber
- Scénario et dialogues : Francis Veber
- Musique : Vladimir Cosma
- Direction artistique : Gilles Boillot
- Décors : Hugues Tissandier
- Costumes : Jacqueline Bouchard
- Photographie : Luciano Tovoli
- Son : Bernard Bats, François Groult, Jean Gargonne, Pedro Marques
- Montage : Georges Klotz
- Production : Patrice Ledoux
  - Production exécutive : Alain Poiré
- Sociétés de production[2] : Efve Films et TF1 Films Production, présenté par Gaumont, avec la participation de Studiocanal
- Sociétés de distribution : Gaumont Buena Vista International
- Budget : 14,5 millions d’ €[3]
- Pays de production :  France
- Langue originale : français
- Format[4] : couleur (Eastmancolor) - 35 mm - 2,35:1 (Cinémascope) - son Dolby Digital
- Genre : comédie
- Durée : 84 minutes
- Date de sortie[1] :
  - France, Suisse romande : 17 janvier 2001
  - Belgique : 17 janvier 2001 (sortie nationale) ; 5 novembre 2004 (Festival du film Holebi)
  - Québec : 21 mars 2001[5]
- Classification[6] :
  - France : tous publics[7]
  - Belgique : tous publics (Alle Leeftijden)[8]
  - Suisse romande : interdit aux moins de 12 ans[9]
  - Québec : tous publics (G - General Rating)[5]

 Sauf indication contraire, les informations mentionnées dans cette section peuvent être confirmées par la base de données cinématographiques IMDb,  présente dans la section « Liens externes ».

## Distribution
- Daniel Auteuil : François Pignon, comptable menacé de licenciement
- Gérard Depardieu : Félix « Fé-fé » Santini, chef du personnel
- Thierry Lhermitte : Guillaume, directeur de la communication
- Michèle Laroque : Mademoiselle Bertrand, chef-comptable
- Michel Aumont : Jean-Pierre Belone, le voisin de Pignon, ancien psychologue d'entreprise
- Jean Rochefort : Kopel, le directeur de l'usine
- Alexandra Vandernoot : Christine, ex-femme de François
- Laurent Gamelon : Alba, manutentionnaire
- Stanislas Crevillen : Franck Pignon, fils de François et Christine
- Edgar Givry : Matthieu, cadre de l'entreprise
- Thierry Ashanti : Victor, cadre de l'entreprise
- Armelle Deutsch : Ariane, assistante-comptable
- Irina Ninova : Martine, secrétaire de Kopel
- Marianne Groves : Suzanne, secrétaire de Kopel
- Michèle Garcia : Agnès Santini, femme de Félix
- Luq Hamet : Moreau, responsable de la publicité de l'entreprise
- Philippe Brigaud : Lambert, cadre de l'entreprise
- Vincent Moscato : Ponce, manutentionnaire, collègue d'Alba
- Philippe Vieux : le flic
- Michel Caccia : le sommelier
- Dominique Thomas : un déménageur

## Production

### Musique
La musique du film, signée par Vladimir Cosma, est une réutilisation de la bande originale du film Celles qu'on n'a pas eues de Pascal Thomas sorti 20 ans plus tôt. De plus, on peut entendre à un passage une reprise d'un morceau de la bande originale du film Inspecteur la Bavure, également composée par Vladimir Cosma, lorsque Félix Santini part afin d'acheter des chocolats pour François Pignon.
On remarque aussi, durant le générique du début, un titre tiré des Temps modernes de Charlie Chaplin.

## Accueil

### Accueil critique
Stephen Holden du The New York Times a appelé le film « comédie sociale vertigineuse » et « une farce française classique ». Il a dit : « Ce qui est si libérateur à propos du Placard est son refus de marcher sur des œufs politiquement corrects. La cible de son humour vigoureux brusque est autant le politiquement correct exagéré et la panique qu'il peut engendrer que la bigoterie. »

### Box-office
Avec un peu plus de 5 millions d'entrées, ce film a été no 5 au box-office de l'année 2001. Le Placard a récolté un revenu de 6 678 894 dollars aux États-Unis et de 43 425 851 dollars sur les autres marchés pour un box-office mondial de 50 104 745 dollars.

## Distinctions
En 2001, Le Placard a été sélectionné 2 fois dans diverses catégories et a remporté 1 récompense.

### Récompenses
- Festival international du film de Shanghai 2001 : Coupe d'Or du meilleur acteur pour Daniel Auteuil.

## Autour du film

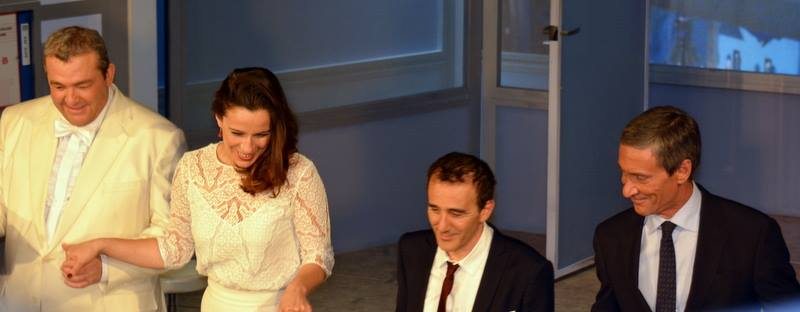
Laurent Gamelon, Zoé Félix, Élie Semoun et François Levantal sur scène à la fin d'une représentation de la pièce Le Placard en 2014.

### Nominations
- Festival international du film de Shanghai 2001 : Meilleur film pour Francis Veber.

## Analyse